# Шейно (Новосильский район)
Ше́йно – село в Новосильском районе Орловской области. Входит в состав Петушенского сельского поселения.

## География
Расположено по обоим берегам реки Пшевки в 13 км от районного центра Новосиля и в 7 км от сельского административного центра деревни Михалёво.

## История
В Дозорной книге Новосильского уезда писца Петра Есипова и подьячего Венедикта Махова, составленной в 1614 – 1615 гг. говорится о казачьих слободах, располагавшихся с юго - восточной стороны Новосиля по реке Зуше и её притокам, перекрывая места возможных татарских переправ. Одной из них была Шеина слобода (Шеинские Дворы) на Шеином верхе с деревянной церковью Михаила Архангела, поповским двором, кельей пономаря и 47-ю казачьими дворами. Селение получило название от фамилии воеводы Шеина. По многим областям разбросаны одноимённые бывшие поселения (существующие и давно исчезнувшие) дворян Шеиных. Впоследствии слобода разрослась и образовалось село Шеина на реке Пшевке. Статус селения со временем менялся. В Писцовой книге стрелецких и казачьих слобод за 1648 год упомянуто как село с казачьими дворами. На карте ПГМ (планов дач генерального межевания) 1774 года обозначено как деревня, а в Ревизских сказках (1782-1816 гг.) как село. Хотя после постройки в 1751 году каменного храма в Нижней Пшеви, деревня Шеино относится к Пшевскому приходу Вознесенской церкви и в 1915 году тоже. В деревне имелась земская школа. В 1859 году в Шейно насчитывалось 63 крестьянских двора, а в 1915 — 133. В настоящее время восстановлен статус села.
Недалеко от села находится святой источник Всемилостивого Спаса и Пресвятой Богородицы.

## Население
| Годы      | 1857 | 1859 | 1915 | 2010 |
| --------- | ---- | ---- | ---- | ---- |
| Население | 527  | 603  | 1167 | ↘35  |